# Distretto di Pampamarca (Huánuco)
Il distretto di Pampamarca è uno degli otto distretti della provincia di Yarowilca, in Perù. Si trova nella regione di Huánuco e si estende su una superficie di 72.68  chilometri quadrati.